# Jason Bonham
Jason Bonham (Dudley, Worcestershire, 15 de julio de 1966) es un batería inglés, hijo del fallecido John Bonham, reconocido por su asociación con la agrupación Led Zeppelin. Después de la muerte de su padre en septiembre de 1980, tocó con Led Zeppelin en diferentes ocasiones, incluido el Concierto Homenaje a Ahmet Ertegün en The O2 Arena en Londres en 2007.

## Biografía y carrera musical

### Primeros años
Bonham podía tocar la batería hábilmente a la edad de cinco años, y apareció con su padre en la película The Song Remains the Same, tocando la batería en un kit reducido. A la edad de 15 años, se unió a su primera banda, Airrace. En 1985, se unió a Virginia Wolf, haciendo dos álbumes y recorriendo los Estados Unidos apoyando a the Firm.
En 1988, Bonham se unió al guitarrista de Led Zeppelin Jimmy Page para su álbum y gira Outrider. En mayo del mismo año, Bonham apareció con los tres miembros sobrevivientes de Led Zeppelin para una actuación en el 40 aniversario de Atlantic Records  en la ciudad de Nueva York.
En 1989, Bonham apareció como invitado especial en el Moscow Music Peace Festival, interpretando la canción "Rock And Roll" con muchas de las principales estrellas del rock del momento. Ese mismo año, formó su propia banda, Bonham, cuyo primer lanzamiento inflexionado por Zeppelin, The Disregard of Timekeeping tuvo un sencillo exitoso, "Wait for You" y el video musical para el sencillo posterior "Guilty" tuvo algo de juego; sin embargo, después de una tibia recepción para su lanzamiento en 1992, Mad Hatter, la banda se disolvió y Bonham se concentró en el trabajo de la sesión y las apariciones de invitados.
El 28 de abril de 1990, Bonham se casó con Jan Charteris, en Stone, Kidderminster. Su boda incluyó una Jam session con Jimmy Page, Robert Plant y John Paul Jones. Los Bonham tienen dos hijos: un hijo llamado Jager y una hija, Jaz (nacida en 1993).
Bonham tocó para Paul Rodgers en el proyecto Muddy Water Blues: A Tribute to Muddy Waters, nominado al Grammy. Un año después apareció con Slash y Paul Rodgers, en Woodstock 94 en 1994. Bonham reformó su banda con un nuevo vocalista principal, Marti Frederiksen, en reemplazo de Daniel MacMaster. Renombrado Motherland, lanzaron el álbum Peace 4 Me más tarde en 1994; sin embargo, su naturaleza realista siempre se mostró, en una ocasión haciendo una aparición de batería para las bandas tributo a Led Zeppelin: Fred Zeppelin y Led Zepagain.
En 1995, Jason representó a su padre cuando Led Zeppelin fue incluido en el Salón de la Fama del Rock and Roll, con su hermana Zoe a su lado. Bonham pronto armó otro proyecto en solitario que culminó en In the Name of My Father - The Zepset, que presentó las canciones de Led Zeppelin. Las ganancias del álbum fueron a la caridad. El álbum siguió con When You See the Sun.
Después de un álbum y una gira con su tía Debbie Bonham, Jason Bonham fue invitado a tocar para el grupo de hard rock UFO. En 2006, grabó con Joe Bonamassa.
Jason Bonham también apareció en la película RockStar, 2001. Bonham interpretó al baterista AC, de la banda ficticia Steel Dragon. La película también presentó actuaciones de músicos como Zakk Wylde, Jeff Pilson, Myles Kennedy, Jeff Scott Soto, Brian Vander Ark, Blas Elias, Nick Catanese y Ralph Michael Saenz de la famosa banda de rock Steel Panther. También tocó en la banda sonora de la película.
Bonham protagonizó con Ted Nugent, Evan Seinfeld (Biohazard), Sebastian Bach (Skid Row), y Scott Ian (Anthrax) en el reality show de VH1, Supergroup, en mayo de 2006. Los músicos formaron una banda llamada Damnocracy (después de abandonar los nombres FIST, God War, y Savage Animal) para el show, durante el cual vivieron en una mansión en Las Vegas durante doce días y compusieron música. Jason también tocó la batería en vivo con Foreigner de 2004 a 2007 y parte de 2007 a 2008.
Bonham se unió al grupo Black Country Communion a fines de 2009 y se quedó con ellos hasta que se separaron en marzo de 2013. Se unió al grupo cuando se reformaron en 2016.

### Participación en reuniones de Led Zeppelin
El 14 de mayo de 1988, el sello Atlantic Records celebró su celebración del 40 aniversario al organizar un concierto sin parar que duró casi 13 horas. Un Led Zeppelin reformado, con Jason en la batería, cerró el evento.
El 28 de abril de 1990, Jason Bonham se casó con Jan Charteris. Más tarde, durante la recepción de la boda en el Heath Hotel en Bewdley, Inglaterra, Jimmy Page, Robert Plant y John Paul Jones se unieron a Jason en el escenario y tocaron Custard Pie / It I'll Be Me / Rock And Roll / Sick Again / Bring It On Home para la fiesta de bodas.
El 12 de septiembre de 2007, se anunció que Jason Bonham se pondría en los zapatos de su padre y tocaría la batería para un concierto de reunión de Led Zeppelin. Esto tuvo lugar el 10 de diciembre de 2007 en The O2 Arena de Londres como parte de un homenaje a Ahmet Ertegun. Su interpretación fue descrita como "perfecta" por los críticos de música.

### Led Zeppelin Evening de Jason Bonham y otras experiencias
En febrero de 2009, Jason Bonham y James Dylan comenzaron a trabajar juntos en lo que se convertiría en Led Zeppelin Evening de Jason Bonham, un homenaje en vivo a la banda de su padre. En otoño de 2010, Led Zeppelin Evening de Jason Bonham se embarcó en su primera gira por Norteamérica y realizó una gira mundial durante 2011.
Bonham tocó la batería más recientemente, junto con las hermanas Ann y Nancy Wilson del grupo Heart en la voz y la guitarra respectivamente, con sucesivas adiciones de secciones y coros de bandas (incluido el Joyce Garrett Youth Choir) para un espectáculo interpretando Stairway to Heaven durante el tributo a Led Zeppelin en el Kennedy Center Honors organizado por Barack Obama en diciembre de 2012, mientras los miembros de la banda claramente emocionados Robert Plant, Jimmy Page y John Paul Jones observaron. Fue descrito como una versión de "Bring Down the House".
En el verano de 2013, Led Zeppelin Evening de Jason Bonham unió fuerzas con la banda Heart para "The Heartbreaker Tour" celebrando la música de Led Zeppelin.
Más tarde ese año, se unió nuevamente con Glenn Hughes para formar una nueva banda de rock, que se convirtió en California Breed, agregando al guitarrista Andrew Watt
En 2014, Bonham se unió al super grupo de Sammy Hagar, The Circle. La banda presentó pistas de Led Zeppelin junto con canciones de varios proyectos de carrera de Hagar, como Montrose, Van Halen, y Chickenfoot.
Desde principios de marzo hasta finales de mayo de 2015, Led Zeppelin Evening de Jason Bonham realizó una extensa gira por América del Norte. El 4 de diciembre de 2015, la banda inició su gira norteamericana de invierno en San José (California) A principios de mayo de 2016, se embarcaron en una gira por un mes / 22 fechas en América del Norte.

## Equipamiento

### Tambores
Jason Bonham actualmente respalda DW Drums. Antes de esto, durante muchos años tocó un kit de batería Ludwig Vistalite similar al de su difunto padre.
| Tambor        | Profundidad | Diámetro |
| ------------- | ----------- | -------- |
| Bombo         | 14"         | 26"      |
| Caja          | 6.5"        | 14"      |
| Tom           | 10"         | 14"      |
| Tom de piso 1 | 16"         | 16"      |
| Tom de piso 2 | 16"         | 18"      |

### Platillos
Endosos Paiste platillos
| Platillo   | Model           | Diameter |
| ---------- | --------------- | -------- |
| Crash      | 2002            | 22"      |
| Ride       | 2002            | 24"      |
| Thin Crash | Fórmula 602     | 22"      |
| Hi-Hats    | 2002 Sound-Edge | 15"      |
| Gong       |                 | 38"      |

### Baquetas
Bonham ha producido su propia línea de baquetas de serie con Pro-Mark. El SD531W está hecho de arce estadounidense con puntas de madera en forma de bellota. El cono es relativamente corto y los palos tienen dimensiones considerablemente grandes, con 16.75" (42.5 cm) de longitud y 0.595" (1.5 cm) de diámetro. Los palos también presentan el símbolo utilizado por el padre de Bonham, John Bonham, de los tres anillos entrelazados – están impresos junto a la firma de Jason en el costado del palo.

### Otro
Bonham respalda las cabezas de tambor Remo y los tambores y herrajes DW. Utiliza los pedales dobles de la serie DW 9000.

## Discografía
- Shaft of Light de Airrace (1984)
- Virginia Wolf de Virginia Wolf (1986)
- Push de Virginia Wolf (1987)
- Outrider de Jimmy Page (1988)
- The Disregard of Timekeeping de Bonham (1989)
- Mad Hatter de Bonham (1992)
- Muddy Water Blues: A Tribute to Muddy Waters de Paul Rodgers (1993)
- Peace 4 Me de Motherland (1994)
- In the Name of My Father: The Zepset de Jason Bonham Band (1997)
- When You See the Sun de Jason Bonham Band (1997)
- Born Again Savage de Little Steven (1999)
- Rock Star: Music from the Motion Picture como Steel Dragon (2001)
- Enormosound de Healing Sixes (2002)
- 100% Live de The Quireboys (2002)
- You Are Here de U.F.O. (2004)
- Extended Versions de Foreigner (2005)
- You & Me de Joe Bonamassa (2006)
- No End in Sight: The Very Best of Foreigner de Foreigner (2008)
- Can't Slow Down de Foreigner (2009)
- Black Country Communion de Black Country Communion (2010)
- Black Country Communion 2 de Black Country Communion (2011)
- Celebration Day de Led Zeppelin (2012)
- Afterglow de Black Country Communion (2012)
- California Breed de California Breed (2014)
- At Your Service. de The Circle (2015)
- BCCIV de Black Country Communion (2017)
- Space Between de The Circle (2019)